# Lifeline (Jamiroquai)
Lifeline è un singolo del gruppo musicale britannico Jamiroquai, pubblicato il 24 gennaio 2011 come terzo estratto dal settimo album in studio Rock Dust Light Star.
Il brano è stato scritto dal frontman del gruppo Jay Kay e da Matt Johnson. Si tratta del terzo singolo della band ad essere pubblicato dalla Mercury Records.

## Video musicale
Il video è stato reso disponibile sul canale YouTube del gruppo il 7 gennaio 2011.

## Tracce
Digital Download / CD Single
1. Lifeline – 3:34

Promotional CD Single
1. Lifeline – 3:34
2. Lifeline (Fred Falke Remix) – 8:12
3. Lifeline (Buzz Junkies Remix) – 9:08
4. Lifeline (Alan Braxe Remix) – 5:46
5. Lifeline (Pirupa Deadline Remix) – 3:57
6. Lifeline (Pirupa Deadline Vocal) – 5:56

## Classifiche
| Classifica (2011) | Posizione massima |
| ----------------- | ----------------- |
| Regno Unito       | 99                |